# بوب ماكان
بوب ماكان (بالإنجليزية: Bob McCann)‏ مواليد 22 أبريل 1964 في نيوجيرسي - الوفاة 01 يوليو 2011، كان لاعب كرة سلة أمريكي. بدأ مسيرته الاحترافية في سنة 1987. تم اختياره من قبل فريق ميلووكي باكز خلال الدرافت. بلغ طوله 6 قدم 6 بوصة (2.0 م). اعتزل اللعب في 2002.

## المسيرة الاحترافية
لعب مع دالاس مافيريكس في سنة 1990، ثم لعب مع نادي فيرول لكرة السلة في الدوري الإسباني في موسم 1990–1991، ثم لعب مع ديترويت بيستونز في موسم 1991–1992، ثم لعب مع مينيسوتا تمبر ولفز في موسم 1992–1993.

## روابط خارجية
- بوب ماكان على موقع إن بي أي (الإنجليزية)
- بوب ماكان على موقع سبورتس رفرنس (الإنجليزية)
- بوب ماكان على موقع الدوري الإسباني لكرة السلة (الإسبانية)
- بوب ماكان على موقع كرة السلة الأوروبية.كوم (الإنجليزية)
- بوب ماكان على موقع كلية كرة السلة في سبورتس رفرنس.كوم (الإنجليزية)
- بوب ماكان على موقع ريلجم (الإنجليزية)
- بوب ماكان على موقع بروبوليرز (الإنجليزية)
- بوب ماكان على موقع سبورتس رفرنس (الإنجليزية)